# Athetis plumbescens
Athetis plumbescens là một loài bướm đêm trong họ Noctuidae.